# 기막힌 유산
《기막힌 유산》은 2020년 4월 20일부터 2020년 10월 9일까지 방송된 KBS 1TV 일일 드라마이이었다.

## 기획 의도
팔순의 백억 자산가와 위장결혼을 하게 된 서른셋의 무일푼 처녀가장이, 꽃미남 막장 아들 넷과 가족애를 찾아가는 과정을 그린 유쾌하면서도 따뜻한 교훈적이었던 가족극

## 방송 시간
| 방송 채널 | 방송 기간                                        | 방송 시간                   | 방송 분량 |
| --------- | ------------------------------------------------ | --------------------------- | --------- |
| KBS 1TV   | 2020년 4월 20일~2020년 10월 9일 [1회~122회] (본) | 매주 평일 저녁 8:30~밤 9:00 | 30분      |

## 등장인물
- (†) 표시는 드라마 상에서 최종적으로 사망한 인물이다.

### 주요 인물
- 박인환: 부영배(부영감, 80세) 역 † - 50년 원조의 평양냉면집 '부루나 면옥' 주인, 100억 자산가 121회에서는 세상으로 떠났다.(1회~121회)
- 강세정: 공계옥(33세) 역 - 정육 배달원이자 초보 정형사, 죽은 공수철의 딸, 부설악의 전처, 부가온의 계모
- 신정윤: 부설악(33세) 역 - 부영감의 셋째아들, KJ그룹 외식사업부 최연소 본부장, 공계옥의 전남편

### 부영감네 아들 내외
- 강신조: 부백두(50세) 역 - 부영감의 첫째아들, 민주의 남편 , 신사의 양아들 백수건달→부루나 면옥 주방 직원(아역: 미상)
- 이아현: 윤민주(47세) 역 - 부영감의 맏며느리, 백두의 아내 , 신사의 양어머니,부루나 면옥 점장
- 남성진: 부금강(45세) 역 - 부영감의 둘째아들, 애리의 남편 , 용미의 사위 ,태희 ,혜교 ,지현 ,아버지 ,금융업 종사→노숙자→주유소 알바→냉면학교 관리자(아역: 이진혁)
- 김가연: 신애리(39세) 역 - 부영감의 둘째 며느리, 금강의 아내 , 태희, 혜교, 지현 어머니 ,카페 여사장→전업주부
- 박신우: 부한라(27세) 역 - 부영감의 넷째아들, 보미의 연인-> 남편 , 기우의 아버지 , 철학과 대학생→정미희 정육식당 직원
- 조양자: 성판금(75세) 역 - 부영감의 고향 동생, 부루나 면옥 2인자, 미망인

### 부영감네 손녀들, 사돈댁
- 김비주: 부가온(16세) 역 - 부설악과 공계옥의 양녀, 이장원의 사촌여동생
- 김연지: 부태희(9세) 역 - 금강과 애리의 첫째 딸
- 김효경: 부혜교(7세) 역 - 금강과 애리의 둘째 딸
- 강유라: 부지현(5세) 역 - 금강과 애리의 셋째 딸
- 이응경: 김용미(60세) 역 - 신애리의 친정엄마

### 계옥이네
- 박순천: 정미희(63세) 역 - 계옥의 계모이자 소영의 친모, 정미희 정육식당 사장, 죽은 수철의 아내
- 김난주: 공소영(40세) 역 - 계옥의 의붓언니, 이혼녀, 명품짝퉁 판매업자→경호의 전처이자 이장원의 어머니
- 이일준: 이장원(18세) 역 - 공소영과 이경호의 친아들, 고등학생, 편의점 알바생, 부모를 미워함, 부가온의 사촌오빠

### 그 외 인물
- 조순창: 이경호 / 가짜 차정건(43세) 역 소영의 전남편이자 , 이장원 의 아버지 부루나 면옥 직원,
- 정서하: 이청아 / 메건 리 역 - 부가온의 생모, 마케팅 컨설턴트(79회~105회, 마지막회)
- 박민지: 손보미(27세) 역 - 정형사, 계옥의 아는 동생, 한라의 연인 이자 아내, 기우의 어머니
- 조서후: 김수민(27세) 역 - 정형사, 계옥의 아는 동생, 보미의 친구
- 이춘식: 김종두(80세) 역 - 부영감의 친구, 판금의 연인
- 주민하: 김영지(31세) 역 - 설악의 대학 후배, 변호사, 설악에 대한 짝사랑을 포기하고 해외 지사로 떠남(17회~45회)
- 박현정: 강선희(46세) 역 - 백두의 첫사랑이자 내연녀
- 문주원: 강원(7세) 역 - 선희의 둘째 아들, 혈액암 환자
- 백신: 천호식(55세) 역 - 천호축산 사장
- 노상보: 이정태(31세) 역 - KJ식품의 영업팀장
- 박소정: 고향숙(45세) 역 - 부루나 면옥 홀직원
- 리트리버: 부진순 역 - 부루나 면옥 수호견
- 박미애: 애리의 친구 역
- 김은진: 애리의 친구 역
- 김영희: 애리의 친구 역
- 한지은: 애리의 친구 역
- 이성준: 계옥의 거래처 사장 역
- 김준원: 최 사장 역
- 김신애: 백두의 댄스 파트너 역
- 민준현: 윤 팀장 역 - KJ식품의 전 영업팀장
- 유필란: 홍선아(37세) 역 - 10살 연상의 한라의 애인
- BENGI: 태국 출신 찜질방 마사지사 역
- 박진성: 미희가 일하던 찜질방 주인 역
- 이창인: 장원의 친구 역
- 김성찬: 장원의 친구 역
- 김태성: 장원의 친구 역
- 김용진: 자동차 판매원 역
- 이준희: 박상영 역 - 부영감의 업무를 봐주는 세무사
- 지성근: 배 씨 역 - 계옥을 괴롭히는 거래처 사장
- 차상미: 노점 찻집 아줌마 역
- 오정원: 용미의 계모임 친구 역
- 엄유란: 용미의 계모임 친구 역
- 심소연: 용미의 계모임 친구 역
- 김봉란: 용미의 계모임 친구 역
- 송영주: 점쟁이 역 - 미희와 소영이 방문한 점집 점쟁이
- 서동오: 배달원 역 - 중국집 '만리장성' 배달원
- 이규섭: 사채업자 역 - '스마트 신용대출' 직원
- 김효현: 사채업자 역 - '스마트 신용대출' 직원
- 옥주리: 집주인 역 - 계옥의 집 주인
- 박통일: 폐지 할아버지 역 - 집 2채를 가진 할아버지
- 손영순: 폐지 할머니 역 - 계옥이 돕는 할머니
- 이진목: 마트 진상 역 - 블랙 컨슈머
- 반상윤: 오 사장 역 - 금강이 의뢰한 흥신소(돌쇠 심부름센타) 사장
- 인성호: 사기꾼 역 - 계옥에게 사기를 친 사기꾼 멤버
- 박승태: 할머니 역 - 부영감이 옹심이집에서 만난 할머니
- 유영복: 옹심이집 사장 역
- 신수강: 단골 손님 역 - 부루나 면옥 단골 손님, 이산 가족
- 유준원: 단골 손님의 아들 역
- 임수현: 부루나 면옥 직원 역
- 박소윤: 혜영 역 - 부루나 면옥 직원
- 정우림: 부루나 면옥 직원 역
- 카슨: 아만다 역 - 혜교의 영어 선생님
- 김계현: 브로커 역 - 난주에게 짝퉁 물건을 소개해주는 남자
- 서채미: 용다방 마담 역 - 부영감과 계옥이 방문한 다방 마담
- 김민채: 부영감의 처 역 - 부영감의 죽은 아내
- 김아람: 박승혜 역 - 설악이 방문한 옷가게 점원
- 박성균: 변부식 역 - 유상 법률사무소 변호사
- 고태산: 장원이 낸 오토바이 사고 피해자 역
- 김도형: 경찰 역 - 장원의 오토바이 사고 담당 경찰
- 정태원: 경찰 역 - 계옥이 부영감의 돈가방을 갖고 찾아간 경찰서 경찰
- 조성혁: KJ식품 직원 역
- 신재도: 계옥이 묵던 여인숙에 침입한 남자 역
- 정가인: 가온을 괴롭히는 친구 역
- 전현경: 가온을 괴롭히는 친구 역
- 유현지: 가온을 괴롭히는 친구 역
- 최현준: 부산 패러글라이딩 사장 역
- 홍부향: 부산 횟집 상인 역
- 성현미: 부산 횟집 상인 역
- 최나무: 김시원 역 - 용미가 방문한 옷가게 점원
- 최남욱: 보미가 일하던 가게 사장 역
- 문영미: 금 여사 역 - 부영감의 소개팅녀
- 신서우

### 특별 출연
- 태진아: 태진아 역 - 금강의 친한 형, 가수(4회, 45회)
- 김지영: 김지영 회장 역 - 금강의 투자자, 핸드볼 선수(66회) 남성진의 배우자
- 송해: 전국노래자랑 MC 역(122회)
- 이진우: 애리 부 역 - 용미의 남편, 금강의 장인(122회)

## 시청률
최저 시청률과 최고 시청률은 시청률 조사회사와 지역별로 시청률에 차이가 있을 수 있습니다.
| 2020년  | 2020년   | 2020년         | 2020년         | 2020년       | 2020년 |
| 회차    | 방송일   | TNmS 시청률    | AGB 시청률     | AGB 시청률   |        |
| 회차    | 방송일   | 대한민국(전국) | 대한민국(전국) | 서울(수도권) |        |
| ------- | -------- | -------------- | -------------- | ------------ | ------ |
| 제1회   | 4월 20일 | 22.6%          | 20.1%          | 19.3%        |        |
| 제2회   | 4월 21일 | 21.6%          | 19.2%          | 18.2%        |        |
| 제3회   | 4월 22일 | 21.1%          | 19.2%          | 18.3%        |        |
| 제4회   | 4월 23일 | 21.0%          | 18.8%          | 17.1%        |        |
| 제5회   | 4월 24일 | 20.5%          | 17.5%          | 16.2%        |        |
| 제6회   | 4월 27일 | 21.0%          | 19.4%          | 18.2%        |        |
| 제7회   | 4월 28일 | 22.0%          | 19.6%          | 18.9%        |        |
| 제8회   | 4월 29일 | 21.2%          | 18.2%          | 17.1%        |        |
| 제9회   | 4월 30일 | 20.3%          | 18.6%          | 17.8%        |        |
| 제10회  | 5월 1일  | 19.1%          | 16.9%          | 15.8%        |        |
| 제11회  | 5월 4일  | 19.6%          | 17.7%          | 16.5%        |        |
| 제12회  | 5월 5일  | 21.7%          | 19.2%          | 18.4%        |        |
| 제13회  | 5월 6일  | 21.2%          | 19.1%          | 18.0%        |        |
| 제14회  | 5월 7일  | 20.7%          | 19.8%          | 19.0%        |        |
| 제15회  | 5월 8일  | 19.5%          | 16.5%          | 16.1%        |        |
| 제16회  | 5월 11일 | 21.7%          | 20.0%          | 18.9%        |        |
| 제17회  | 5월 12일 | 22.1%          | 19.4%          | 18.6%        |        |
| 제18회  | 5월 13일 | 21.8%          | 19.1%          | 17.9%        |        |
| 제19회  | 5월 14일 | 22.6%          | 19.7%          | 18.6%        |        |
| 제20회  | 5월 15일 | 20.9%          | 18.6%          | 17.5%        |        |
| 제21회  | 5월 18일 | 22.1%          | 20.2%          | 18.8%        |        |
| 제22회  | 5월 19일 | 22.8%          | 20.0%          | 18.7%        |        |
| 제23회  | 5월 20일 | 21.7%          | 18.9%          | 17.7%        |        |
| 제24회  | 5월 21일 | 22.7%          | 19.6%          | 19.0%        |        |
| 제25회  | 5월 22일 | 20.9%          | 18.2%          | 17.4%        |        |
| 제26회  | 5월 25일 | 22.4%          | 21.4%          | 20.4%        |        |
| 제27회  | 5월 26일 | 22.2%          | 20.6%          | 20.3%        |        |
| 제28회  | 5월 27일 | 22.8%          | 20.0%          | 19.1%        |        |
| 제29회  | 5월 28일 | 22.6%          | 20.2%          | 19.5%        |        |
| 제30회  | 5월 29일 | 20.6%          | 18.1%          | 17.5%        |        |
| 제31회  | 6월 1일  | 21.7%          | 21.4%          | 20.7%        |        |
| 제32회  | 6월 2일  | 22.0%          | 20.5%          | 19.6%        |        |
| 제33회  | 6월 3일  | 22.3%          | 20.1%          | 19.5%        |        |
| 제34회  | 6월 4일  | 22.8%          | 21.8%          | 21.1%        |        |
| 제35회  | 6월 5일  | 20.7%          | 17.8%          | 16.9%        |        |
| 제36회  | 6월 8일  | 20.8%          | 20.7%          | 19.9%        |        |
| 제37회  | 6월 9일  | 21.9%          | 20.3%          | 19.3%        |        |
| 제38회  | 6월 10일 | 21.6%          | 20.1%          | 19.3%        |        |
| 제39회  | 6월 11일 | 22.8%          | 20.9%          | 20.7%        |        |
| 제40회  | 6월 12일 | 22.0%          | 20.5%          | 20.4%        |        |
| 제41회  | 6월 15일 | 21.6%          | 21.2%          | 21.2%        |        |
| 제42회  | 6월 16일 | 20.9%          | 19.7%          | 19.7%        |        |
| 제43회  | 6월 17일 | 21.4%          | 20.8%          | 20.3%        |        |
| 제44회  | 6월 18일 | 22.7%          | 20.7%          | 19.5%        |        |
| 제45회  | 6월 19일 | 21.8%          | 18.7%          | 18.3%        |        |
| 제46회  | 6월 22일 | 22.2%          | 20.6%          | 19.7%        |        |
| 제47회  | 6월 23일 | 22.0%          | 19.7%          | 19.3%        |        |
| 제48회  | 6월 24일 | 23.1%          | 20.0%          | 19.3%        |        |
| 제49회  | 6월 26일 | 20.8%          | 19.0%          | 18.5%        |        |
| 제50회  | 6월 29일 | 23.1%          | 22.0%          | 21.0%        |        |
| 제51회  | 6월 30일 | 21.1%          | 19.8%          | 19.6%        |        |
| 제52회  | 7월 1일  | 21.1%          | 19.9%          | 19.1%        |        |
| 제53회  | 7월 2일  | 23.5%          | 21.0%          | 19.9%        |        |
| 제54회  | 7월 3일  | 22.3%          | 20.1%          | 18.5%        |        |
| 제55회  | 7월 6일  | -              | 21.2%          | 20.3%        |        |
| 제56회  | 7월 7일  | 21.6%          | 19.8%          | 18.7%        |        |
| 제57회  | 7월 8일  | 21.0%          | 20.7%          | 20.2%        |        |
| 제58회  | 7월 9일  | 22.3%          | 20.4%          | 18.6%        |        |
| 제59회  | 7월 10일 | 21.3%          | 20.1%          | 19.4%        |        |
| 제60회  | 7월 13일 | -              | 21.7%          | 20.5%        |        |
| 제61회  | 7월 14일 | 21.2%          | 21.0%          | 20.7%        |        |
| 제62회  | 7월 15일 | 21.9%          | 20.0%          | 19.1%        |        |
| 제63회  | 7월 16일 | 21.9%          | 20.9%          | 20.0%        |        |
| 제64회  | 7월 17일 | 21.3%          | 20.4%          | 19.5%        |        |
| 제65회  | 7월 20일 | 23.9%          | 21.8%          | 20.7%        |        |
| 제66회  | 7월 21일 | 22.6%          | 21.1%          | 20.2%        |        |
| 제67회  | 7월 22일 | 24.5%          | 23.0%          | 21.7%        |        |
| 제68회  | 7월 23일 | 25.4%          | 23.5%          | 23.2%        |        |
| 제69회  | 7월 24일 | 23.1%          | 20.3%          | 19.1%        |        |
| 제70회  | 7월 27일 | 24.3%          | 21.7%          | 20.2%        |        |
| 제71회  | 7월 28일 | 23.8%          | 21.8%          | 20.6%        |        |
| 제72회  | 7월 29일 | 23.8%          | 21.1%          | 19.9%        |        |
| 제73회  | 7월 30일 | 24.1%          | 21.5%          | 20.6%        |        |
| 제74회  | 7월 31일 | 21.1%          | 19.0%          | 18.4%        |        |
| 제75회  | 8월 3일  | 23.1%          | 21.4%          | 20.5%        |        |
| 제76회  | 8월 4일  | 22.2%          | 20.8%          | 20.5%        |        |
| 제77회  | 8월 5일  | 23.8%          | 21.6%          | 21.3%        |        |
| 제78회  | 8월 6일  | 24.0%          | 21.4%          | 20.0%        |        |
| 제79회  | 8월 7일  | 23.9%          | 21.6%          | 20.8%        |        |
| 제80회  | 8월 10일 | 25.0%          | 22.9%          | 21.1%        |        |
| 제81회  | 8월 11일 | 25.0%          | 21.5%          | 20.0%        |        |
| 제82회  | 8월 12일 | 23.8%          | 20.9%          | 19.8%        |        |
| 제83회  | 8월 13일 | 23.5%          | 21.3%          | 20.7%        |        |
| 제84회  | 8월 14일 | 22.2%          | 20.5%          | 19.3%        |        |
| 제85회  | 8월 17일 | 23.4%          | 23.0%          | 22.1%        |        |
| 제86회  | 8월 18일 | 22.2%          | 21.5%          | 20.7%        |        |
| 제87회  | 8월 19일 | 22.0%          | 22.2%          | 21.9%        |        |
| 제88회  | 8월 20일 | 23.0%          | 21.4%          | 20.6%        |        |
| 제89회  | 8월 21일 | 20.6%          | 20.5%          | 19.4%        |        |
| 제90회  | 8월 24일 | 23.9%          | 22.5%          | 21.3%        |        |
| 제91회  | 8월 25일 | 22.7%          | 20.6%          | 19.7%        |        |
| 제92회  | 8월 27일 | 23.3%          | 22.3%          | 20.4%        |        |
| 제93회  | 8월 28일 | 24.8%          | 21.9%          | 21.3%        |        |
| 제94회  | 8월 31일 | 23.4%          | 22.5%          | 21.7%        |        |
| 제95회  | 9월 1일  | 23.0%          | 21.0%          | 19.5%        |        |
| 제96회  | 9월 3일  | 22.0%          | 21.3%          | 20.1%        |        |
| 제97회  | 9월 4일  | 21.1%          | 20.3%          | 19.5%        |        |
| 제98회  | 9월 7일  | 23.2%          | 21.7%          | 20.6%        |        |
| 제99회  | 9월 8일  | 21.4%          | 20.5%          | 19.4%        |        |
| 제100회 | 9월 9일  | 21.0%          | 22.0%          | 20.6%        |        |
| 제101회 | 9월 10일 | 22.4%          | 22.0%          | 20.5%        |        |
| 제102회 | 9월 11일 | 22.5%          | 21.3%          | 19.8%        |        |
| 제103회 | 9월 14일 | 23.1%          | 22.2%          | 21.1%        |        |
| 제104회 | 9월 15일 | 22.4%          | 22.2%          | 20.3%        |        |
| 제105회 | 9월 16일 | 23.2%          | 21.8%          | 20.1%        |        |
| 제106회 | 9월 17일 | 23.7%          | 23.0%          | 21.2%        |        |
| 제107회 | 9월 18일 | 21.0%          | 21.3%          | 19.8%        |        |
| 제108회 | 9월 21일 | 22.8%          | 21.9%          | 20.7%        |        |
| 제109회 | 9월 22일 | 22.1%          | 20.6%          | 19.6%        |        |
| 제110회 | 9월 23일 | 22.0%          | 21.2%          | 19.6%        |        |
| 제111회 | 9월 24일 | 22.2%          | 22.0%          | 20.8%        |        |
| 제112회 | 9월 25일 | 20.6%          | 20.2%          | 18.9%        |        |
| 제113회 | 9월 28일 | 21.5%          | 20.8%          | 19.6%        |        |
| 제114회 | 9월 29일 | 20.8%          | 20.1%          | 18.7%        |        |
| 제115회 | 9월 30일 | 16.4%          | 14.4%          | 14.0%        |        |
| 제116회 | 10월 1일 | 13.8%          | 14.0%          | 14.5%        |        |
| 제117회 | 10월 2일 | 19.7%          | 18.6%          | 18.3%        |        |
| 제118회 | 10월 5일 | 22.1%          | 23.5%          | 21.5%        |        |
| 제119회 | 10월 6일 | 21.6%          | 22.6%          | 21.8%        |        |
| 제120회 | 10월 7일 | 23.7%          | 22.6%          | 21.7%        |        |
| 제121회 | 10월 8일 | 23.8%          | 24.0%          | 22.7%        |        |
| 제122회 | 10월 9일 | 22.0%          | 22.9%          | 21.4%        |        |

## 결방 사유 및 연장
- 2020년 6월 25일: 《6.25전쟁 제70주년 행사》 중계방송 편성으로 인한 결방.
- 2020년 8월 26일: 태풍 바비 관련 뉴스특보 편성으로 인한 결방.
- 2020년 9월 2일: 특집 KBS 뉴스 7 편성으로 인한 결방.
- 기막힌 유산 방영 분량이 120부작에서 2회 연장되어 122부작으로 변경 및 확정되었다.

## 수상 및 후보
| 연도 | 시상식       | 부문                        | 수상자        | 결과 |
| ---- | ------------ | --------------------------- | ------------- | ---- |
| 2020 | KBS 연기대상 | 남자 최우수상               | 박인환        | 수상 |
| 2020 | KBS 연기대상 | 일일드라마 부문 남자 우수상 | 박인환        | 후보 |
| 2020 | KBS 연기대상 | 일일드라마 부문 남자 우수상 | 신정윤        | 후보 |
| 2020 | KBS 연기대상 | 일일드라마 부문 여자 우수상 | 강세정        | 후보 |
| 2020 | KBS 연기대상 | 여자 청소년 연기상          | 김비주        | 후보 |
| 2020 | KBS 연기대상 | 베스트 커플상               | 강세정·신정윤 | 후보 |
| 2020 | KBS 연기대상 | 베스트 커플상               | 남성진·김가연 | 후보 |

## OST
- Part.1: 여은 - 바꿔 2020. 4. 19.
- Part.2: 조항조 - 걱정마라 지나간다 2020. 4. 26.
- Part.3: 제이세라(J-cera) - 아름다운 구속 2020. 5. 3.
- Part.4: 신지훈 - 내 사랑 내 곁에 2020. 5. 5.
- Part.5: 김길중 - 니가 있어야 2020. 5. 10.
- Part.6: 황가람 - 이별한게 맞는데 2020. 5. 17.
- Part.7: 송이한 - 괜찮지가 않아 2020. 5. 24.
- Part.8: 이동은 - 그대를 만나 2020. 5. 31.
- Part.9: 주예인 - 사랑한다 더 사랑한다 2020. 6. 7.
- Part.10: 우은미 - 너무 늦은 것 같죠 2020. 6. 14.
- Part.11: 코다브릿지 - 그대만 보여요 2020. 6. 16.
- Part.12: 더 데이지 - 아직도 괜찮지 않은가봐 2020. 6. 21.
- Part.13: 한경일 - 지금 만나러 갑니다 2020. 6. 23.
- Part.14: 소영 - 이럴거면 우리 2020. 6. 28.
- Part.15: 란 - 멀어지지마 2020. 7. 5.
- Part.16: 조항조 - 걱정마라 지나간다(Slow ver) 2020. 7. 7.
- Part.17: 권영기 - Beautiful day 2020. 7. 12.
- Part.18: 영지 - 내게 돌아와 2020. 7. 19.
- Part.19: 성태(포스트맨) - 깊은 꿈을 꾸었다 2020. 7. 26.
- Part.20: 리디아 - 사랑해요 바라만봐도 좋아요 2020. 7. 28.
- Part.21: 모닝커피 - 그대 눈이 슬퍼 보여 2020. 8. 2.
- Part.22: 천소아 - 언제나 같은 자리 2020. 8. 7.
- Part.23: 비비안 - 모르겠어 2020. 8. 9.
- Part.24: 조문근 - 말을 하지 그랬어 2020. 8. 11.
- Part.25: 한살차이 - 잠시만 떠날게 2020. 8. 16.
- Part.26: 안성훈 - 또다시 사랑을 해도 잊지못해 2020. 8. 23.
- Part.27: 안예슬 - 지금 2020. 8. 29.
- Part.28: 김영민(태사자) - 일편단심 2020. 8. 30.
- Part.29: 캔도 - 헤어진 날 2020. 9. 5.
- Part.30: 송민경 - 내가 좋은사람이 아니었다는 걸 알아 2020. 9. 6.
- Part.31: 더 브릿지 - 아픔이었죠 2020. 9. 12.
- Part.32: 헬로봉주르 - 왜 그런거죠 2020. 9. 13.
- Part.33: 나들(일기예보) - 이미 난 행복한 사람 2020. 9. 27.
- Part.34: 레이디스 - 너와 나의 모든날들을 2020. 10. 1.

## 같이 보기
- 대한민국의 텔레비전 드라마 목록 (ㄱ)
- 2020년 대한민국의 텔레비전 드라마 목록